# Emilia Daiber
Emilia Daiber Vuillemin (Santiago, 8 de septiembre de 1990) es una periodista y presentadora de televisión chilena. Es conocida por conducir El discípulo del chef en Chilevisión.

## Biografía
Hija del arquitecto y escultor, Iván Daiber  y de la música Jacqueline Vuillemin Lavanchy. Nació el 8 de septiembre de 1990 en Santiago de Chile.
Su enseñanza secundaria la realizó en el Liceo Alianza Francesa. Estudió un año de Derecho en la Universidad Diego Portales, y posteriormente ingresó a estudiar periodismo a la Universidad Adolfo Ibáñez.
En 2014 inició su carrera televisiva de la mano de los hermanos Gonzalo y Sebastián Badilla, quienes realizaban un programa llamado Generación perdida en UCV-TV. Más tarde, en la misma señal se desempeñó como panelista en el programa Algo personal, durante los años 2015-2016. Ese mismo año arribó a Televisión Nacional de Chile (TVN), donde participó como notera en el programa Por ti y como conductora de La juguera.
En 2017 llega a su nueva casa televisiva, Chilevisión, siendo notera del matinal La mañana.
En 2019, asume el desafío de conducir el programa de cocina El discípulo del chef, manteniéndose en ese rol hasta el fin del espacio en 2022. A mediados de 2020 se convierte en la presentadora de un nuevo programa culinario, Oye al chef.
En 2021 fue jurado invitada en Yo Soy: All Stars y participó en el estelar ¿Quién es la máscara?, obteniendo el sexto lugar con el personaje "Avispa". En 2022 asumió la conducción de Yo soy y de Sabingo tras la salida de Millaray Viera de los espacios.

## Vida personal
En febrero de 2018 contrajo matrimonio con Axel Reichhard, con quien tuvo a su primer hijo, Baltazar, un año más tarde.

## Filmografía
| Año       | Programa                                      | Rol             | Canal       |
| --------- | --------------------------------------------- | --------------- | ----------- |
| 2015      | Generación perdida                            | Panelista       | UCV-TV      |
| 2015-2016 | Algo personal                                 | Panelista       | UCV-TV      |
| 2016      | Por ti                                        | Notera          | TVN         |
| 2016-2017 | La juguera                                    | Conductora      | TVN         |
| 2017-2018 | La mañana                                     | Notera          | Chilevisión |
| 2019-2022 | El discípulo del chef                         | Conductora      | Chilevisión |
| 2020-2021 | Oye al chef                                   | Conductora      | Chilevisión |
| 2021      | Yo Soy: All Stars                             | Jurado invitada | Chilevisión |
| 2021      | ¿Quién es la máscara?                         | Participante    | Chilevisión |
| 2021      | La estrella de mi pueblo (sección de Sabingo) | Conductora      | Chilevisión |
| 2022      | The Voice: El regreso                         | Conductora      | Chilevisión |
| 2022      | Fatto en Italia                               | Conductora      | Chilevisión |
| 2022-2023 | Yo soy                                        | Conductora      | Chilevisión |
| 2023      | Sabingo                                       | Conductora      | Chilevisión |
| 2024      | Gran Hermano                                  | Conductora      | Chilevisión |